# 村田綾香
村田綾香（日语：／ Murata Ayaka，9月5日—）是一名日本女性聲優，愛知縣出身，Mausu Promotion所屬。

## 簡歷
2022年進入Mausu Promotion附屬演員培訓所，從2024年起隸屬於Mausu Promotion。

## 人物
方言是名古屋方言。興趣與特長包括無限烘焙餅乾、巡訪地瓜店、繪畫、以及將一切轉化為正面思考的能力。
會尋找販售地瓜的店家，點餐並拍攝料理的照片，儲存在名為「地瓜資料夾」的相簿中。

## 演出作品
※粗體字為主要角色。

### 電視動畫
2024年
- 聽說你們要結婚！？

2025年
- 搖滾樂是淑女的嗜好（[3]）
- 戀上換裝娃娃 Season 2（同班同學）

### 遊戲
2024年
- 世界計畫 繽紛舞台！ feat.初音未來

2025年
- 學園偶像大師（真城優[4]）

## 外部連結
- 村田 綾香｜マウスプロモーション
- 村田綾香的X（前Twitter）